# 1969 a sportban
1969 főbb sporteseményei a következők voltak:
- január 25–26. Férfi gyorskorcsolya-Európa-bajnokság, Inzell
- február 1–2. Női gyorskorcsolya-világbajnokság, Grenoble
- február 3–8. 1969-es műkorcsolya- és jégtánc-Európa-bajnokság, Garmisch-Partenkirchen
- február 15–16. Férfi gyorskorcsolya-világbajnokság, Deventer
- február 25.–március 2. 1969-es műkorcsolya- és jégtánc-világbajnokság, Colorado Springs
- március 3–10. Birkózó-világbajnokság, Mar del Plata
- március 15–30. 1969-es jégkorong-világbajnokság, Stockholm
- április 14.–június 17. 1969-es sakkvilágbajnokság döntője Moszkvában Szpasszkij és Petroszján között. Szpasszkij elhódítja a címet.
- április 17–27. Asztalitenisz-világbajnokság, München
- május 16–18. Cselgáncs-Európa-bajnokság, Oostende
- május 17–18. Női torna-Európa-bajnokság, Landskrona
- május 22.–június 8. 1969-es Roland Garros, Párizs
- május 24–25. Férfi torna-Európa-bajnokság, Varsó
- május 31.–június 8. 1969-es amatőr ökölvívó-Európa-bajnokság, Bukarest
- június 5–8. Kötöttfogású birkózó-Európa-bajnokság, Modena
- június 20–22. Koronglövő- és Női sportlövő-Európa-bajnokság, Párizs
- június 22.–július 5. 1969-es wimbledoni teniszbajnokság
- július 1–7. Vitorlázó csillaghajó Európa-bajnokság, Göteborg
- július 6–13. Vitorlázó repülő hollandi világbajnokság, Nápoly
- július 17–20. Díjugrató-Európa-bajnokság, Hickstead
- július 19–27. Vitorlázó sárkányhajó Európa-bajnokság, Thun
- július 19–27. Vitorlázó Soling világbajnokság, Koppenhága
- augusztus 4–10. Vitorlázó soling Európa-bajnokság, Sandhamm
- augusztus 8–16. Vitorlázó finn dingi Európa-bajnokság, Warnemünde
- augusztus 10–20. Íjász-világbajnokság, Pennsylvania
- augusztus 15–17. Kajak-kenu Európa-bajnokság, Moszkva
- augusztus 15–24. Kerékpár-világbajnokság, Brno
- augusztus 16–24. Férfi sportlövő-Európa-bajnokság, Plzeň
- augusztus 22–23. Futóvadlövő-világbajnokság, Sandviken
- augusztus 29–31. Díjlovagló-Európa-bajnokság, Brno
- szeptember 5–14. Evezős-Európa-bajnokság, Klagenfurt
- szeptember 8-23. 4. női sakkolimpia, Lublin
- szeptember 16–21. 1969-es atlétikai Európa-bajnokság, Athén
- szeptember 15–22. Tenisz-Európa-bajnokság, Torino
- szeptember 19–21. Szabadfogású birkózó-Európa-bajnokság, Szófia
- szeptember 20–22. Military-Európa-bajnokság, Haras du Pin
- szeptember 20–28. Vitorlázó csillaghajó világbajnokság, San Diego
- szeptember 20–28. Vitorlázó tempest világbajnokság, Garda-tó
- szeptember 20–28. Súlyemelő-világbajnokság, Varsó
- szeptember 21–25. Öttusa-világbajnokság, Budapest
- szeptember 27–29. Ritmikus sportgimnasztika világbajnokság, Várna
- szeptember 27.–október 6. 1969-es férfi kosárlabda-Európa-bajnokság Nápoly, Caserta
- szeptember 28.–október 5. Vitorlázó sárkányhajó világbajnokság, Palma
- október 1–15. Vívó-világbajnokság, Havanna
- október 4–12. Vitorlázó finn dingi világbajnokság, Hamilton
- október 23–25. Cselgáncs-világbajnokság, Mexikóváros
- október 24–26. Koronglövő-világbajnokság, San Sebastián

## Magyar versenyzők sikerei 1969-ben
- Műkorcsolya-világbajnokság Colorado Springsben. Almássy Zsuzsa egyéni műkorcsolyázásban bronzérmet nyer.
- Öttusa-világbajnokság Budapesten. Balczó András egyéniben világbajnoki címet nyer, a magyar csapat ezüstérmes.
- Súlyemelő-világbajnokság Varsóban. Földi Imre, Bakos Károly és Tóth Géza aranyérmet szerez.
- Vívó-világbajnokság Havannában. A magyar csapat két ezüst- és három bronzérmet nyer.
- Atlétika-Európa-bajnokság Athénban. Németh Angéla gerelyhajításban aranyérmet nyer.
- Birkózó-Európa-bajnokság Szófiában. A második helyezett Bajkó Károly a magyar csapat egyetlen érmét nyeri.
- Cselgáncs-Európa-bajnokság Oostendében. A magyar csapatból Pulai János és Ipacs László bronzérmes.
- Evezős-Európa-bajnokság Klagenfurtban. A magyar csapat egy ezüstérmet nyer.
- Kajak–kenu-Európa-bajnokság Moszkvában. A magyar csapat négy arany-, három ezüst- és öt bronzérmet nyer.
- Ökölvívó-Európa-bajnokság Bukarestben. Gedó György és Orbán László aranyérmet nyer.
- Tenisz-Európa-bajnokság Torinóban. Férfi egyesben Baranyi Szabolcs megszerzi a sportág első magyar bajnoki címét.

## Labdarúgás
| Kiírás                                       | Győztes                         | Ezüstérmes                            | Bronzérmes                   |
| -------------------------------------------- | ------------------------------- | ------------------------------------- | ---------------------------- |
| Copa Libertadores                            | Estudiantes de La Plata         | Club Nacional de Football             | —                            |
| Bajnokcsapatok Európa-kupája                 | AC Milan                        | AFC Ajax                              | —                            |
| Kupagyőztesek Európa-kupája                  | ŠK Slovan Bratislava            | FC Barcelona                          | —                            |
| Vásárvárosok kupája                          | Newcastle United                | Újpesti Dózsa                         | —                            |
| Angol labdarúgó-bajnokság                    | Leeds United AFC                | Liverpool FC                          | Everton FC                   |
| Angol labdarúgó-bajnokság (2. osztály)       | Derby County FC                 | Crystal Palace FC                     | Charlton Athletic FC         |
| Angol labdarúgó-bajnokság (3. osztály)       | Watford FC                      | Swindon Town FC                       | Luton Town FC                |
| Angol labdarúgó-bajnokság (4. osztály)       | Doncaster Rovers FC             | Halifax Town AFC                      | Rochdale FC                  |
| Angol labdarúgókupa                          | Manchester City FC              | Leicester City FC                     | —                            |
| Angol labdarúgó-ligakupa                     | Swindon Town FC                 | Arsenal FC                            | —                            |
| Angol labdarúgó-szuperkupa                   | Leeds United AFC                | Manchester City FC                    | —                            |
| Argentin labdarúgó-bajnokság (Metropolitano) | Chacarita Juniors               | CA River Plate                        | —                            |
| Argentin labdarúgó-bajnokság (Nacional)      | CA Boca Juniors                 | CA River Plate                        | San Lorenzo de Almagro       |
| Argentin labdarúgókupa                       | CA Boca Juniors                 | CA Atlanta                            | —                            |
| Osztrák labdarúgó-bajnokság                  | FK Austria Wien                 | Wiener SC                             | SK Rapid Wien                |
| Belga labdarúgó-bajnokság                    | Standard de Liège               | R. Charleroi SC                       | Lierse SK                    |
| Belga labdarúgó-bajnokság (2. osztály)       | ASV Oostende KM                 | R. Crossing Club Molenbeek            | —                            |
| Belga labdarúgókupa                          | Lierse SK                       | RWD Molenbeek                         | —                            |
| Bolíviai labdarúgó-bajnokság                 | Universitario de La Paz         | Club Bolívar                          | Oriente Petrolero            |
| Bolgár labdarúgó-bajnokság                   | PFK CSZKA Szofija               | PFK Levszki Szofija                   | PFK Lokomotiv Plovdiv        |
| Bolgár labdarúgókupa                         | PFK CSZKA Szofija               | PFK Levszki Szofija                   | —                            |
| Bolíviai labdarúgó-bajnokság                 | Universitario de La Paz         | Club Bolívar                          | Oriente Petrolero            |
| Brazil labdarúgó-bajnokság                   | SE Palmeiras                    | Cruzeiro EC                           | SC Corinthians Paulista      |
| Ciprusi labdarúgó-bajnokság                  | Olimbiakósz Lefkoszíasz         | ASZ Omónia Lefkoszíasz                | Pezoporikos Larnaca FC       |
| Ciprusi labdarúgókupa                        | APÓ Ellínon Lefkoszíasz         | ASZ Omónia Lefkoszíasz                | —                            |
| Csehszlovák labdarúgó-bajnokság              | FC Spartak Trnava               | ŠK Slovan Bratislava                  | AC Sparta Praha              |
| Csehszlovák labdarúgókupa                    | FK Dukla Praha                  | VCHZ Pardubice                        | —                            |
| Dán labdarúgó-bajnokság                      | Boldklubben 1903                | Kjøbenhavns BK                        | AaB Fodbold                  |
| Dán labdarúgókupa                            | Kjøbenhavns BK                  | BK Frem                               | —                            |
| Ecuadori labdarúgó-bajnokság                 | LDU Quito                       | América de Quito                      | SD Aucas                     |
| Északír labdarúgó-bajnokság                  | Linfield FC                     | Derry City FC                         | Coleraine FC                 |
| Északír labdarúgókupa                        | Ards FC                         | Lisburn Distillery FC                 | —                            |
| Feröeri labdarúgó-bajnokság                  | KÍ Klaksvík                     | HB Tórshavn                           | TB Tvøroyri                  |
| Feröeri labdarúgó-bajnokság (2. osztály)     | SÍ Sørvágur                     | —                                     | —                            |
| Feröeri labdarúgókupa                        | HB Tórshavn                     | B36 Tórshavn                          | —                            |
| Finn labdarúgó-bajnokság                     | KPV Kokkola                     | Kuopion PS                            | Helsingin JK                 |
| Francia labdarúgó-bajnokság                  | AS Saint-Étienne                | FC Girondins de Bordeaux              | FC Metz                      |
| Francia labdarúgó-bajnokság (2. osztály)     | Angers SCO                      | Angoulême CFC                         | AS Nancy-Lorraine            |
| Francia labdarúgókupa                        | Olympique de Marseille          | FC Girondins de Bordeaux              | —                            |
| Francia labdarúgó-szuperkupa                 | AS Saint-Étienne                | Olympique de Marseille                | —                            |
| Görög labdarúgó-bajnokság                    | PAE Panathinaikósz AÓ           | PAE Olimbiakósz SZFP                  | PAE ASZ Árisz Theszaloníkisz |
| Görög labdarúgókupa                          | PAE Panathinaikósz AÓ           | PAE Olimbiakósz SZFP                  | —                            |
| Holland labdarúgó-bajnokság                  | Feyenoord                       | AFC Ajax                              | FC Twente                    |
| Holland labdarúgó-bajnokság (2. osztály)     | SVV                             | HFC Haarlem                           | SBV Vitesse                  |
| Holland labdarúgókupa                        | Feyenoord                       | PSV Eindhoven                         | —                            |
| Izlandi labdarúgó-bajnokság                  | Knattspyrnudeild Keflavík       | Íþróttabandalag Akraness              | Knattspyrnufélag Reykjavíkur |
| Izlandi labdarúgókupa                        | Íþróttabandalag Vestmannaeyja   | Íþróttabandalag Akraness              | —                            |
| Izraeli labdarúgó-bajnokság                  | MK Hapóél Tel-Aviv              | MK Makkabi Tel-Aviv                   | MK Makkabi Netánjá           |
| Izraeli labdarúgókupa                        | Hakoah Makkabi Amidar Ramat Gan | Makkabi Sha’arayim                    | —                            |
| Ír labdarúgó-bajnokság                       | Waterford FC                    | Shamrock Rovers FC                    | Cork Hibernians FC           |
| Ír labdarúgókupa                             | Shamrock Rovers FC              | Cork Celtic FC                        | —                            |
| Japán labdarúgó-bajnokság                    | Toyo Industries                 | Rikkyo Egyetem                        | —                            |
| Japán labdarúgókupa                          | Mitsubishi Motors               | Toyo Industries                       | Yawata Steel                 |
| Jugoszláv labdarúgó-bajnokság                | FK Crvena zvezda                | GNK Dinamo Zagreb                     | FK Partizan                  |
| Jugoszláv labdarúgókupa                      | GNK Dinamo Zagreb               | FK Bor                                | —                            |
| Lengyel labdarúgó-bajnokság                  | KP Legia Warszawa               | KS Górnik Zabrze                      | Polonia Bytom                |
| Luxemburgi labdarúgó-bajnokság               | FC Avenir Beggen                | AS Jeunesse Esch                      | FC Aris Bonnevoie            |
| Magyar labdarúgó-bajnokság                   | Újpesti Dózsa                   | Honvéd                                | Ferencváros                  |
| Magyar labdarúgókupa                         | Újpesti Dózsa                   | Honvéd                                | —                            |
| Keletnémet labdarúgó-bajnokság               | FC Vorwärts Berlin              | FC Carl Zeiss Jena                    | 1. FC Magdeburg              |
| Keletnémet labdarúgókupa                     | 1. FC Magdeburg                 | FC Karl-Marx-Stadt                    | —                            |
| Nyugatnémet labdarúgó-bajnokság              | FC Bayern München               | Alemannia Aachen                      | Borussia Mönchengladbach     |
| Német labdarúgókupa                          | FC Bayern München               | FC Schalke 04                         | —                            |
| Norvég labdarúgó-bajnokság                   | Rosenborg BK                    | Fredrikstad FK                        | Strømsgodset IF              |
| Norvég labdarúgó-bajnokság (2. osztály)      | Pors Grenland                   | Hamarkameratene                       | —                            |
| Norvég labdarúgókupa                         | Strømsgodset IF                 | Fredrikstad FK                        | —                            |
| Olasz labdarúgó-bajnokság                    | ACF Fiorentina                  | Cagliari Calcio                       | AC Milan                     |
| Olasz labdarúgó-bajnokság (2. osztály)       | SS Lazio                        | Brescia Calcio                        | AS Bari                      |
| Olasz labdarúgó-bajnokság (3. osztály)       | Piacenza Calcio                 | US Triestina Calcio 1918              | ASD SolbiaSommese Calcio     |
| Olasz labdarúgókupa                          | AS Roma                         | Cagliari Calcio                       | —                            |
| Portugál labdarúgó-bajnokság                 | SL Benfica                      | FC Porto                              | Vitória SC                   |
| Portugál labdarúgókupa                       | SL Benfica                      | Associação Académica de Coimbra – OAF | —                            |
| Román labdarúgó-bajnokság                    | FC UTA Arad                     | FC Dinamo București                   | FC Rapid București           |
| Román labdarúgókupa                          | FC Steaua București             | FC Dinamo București                   | —                            |
| Skót labdarúgó-bajnokság                     | Celtic FC                       | Rangers FC                            | Dunfermline Athletic FC      |
| Skót labdarúgó-bajnokság (2. osztály)        | Motherwell FC                   | Ayr United FC                         | East Fife FC                 |
| Skót labdarúgókupa                           | Celtic FC                       | Rangers FC                            | —                            |
| Skót labdarúgó-ligakupa                      | Celtic FC                       | Hibernian FC                          | —                            |
| Spanyol labdarúgó-bajnokság                  | Real Madrid CF                  | UD Las Palmas                         | FC Barcelona                 |
| Spanyol labdarúgó-bajnokság (2. osztály)     | Sevilla FC                      | Celta Vigo                            | RCD Mallorca                 |
| Spanyol labdarúgókupa                        | Athletic Bilbao                 | Elche CF                              | —                            |
| Svájci labdarúgó-bajnokság                   | FC Basel                        | FC Lausanne-Sport                     | FC Zürich                    |
| Svájci labdarúgókupa                         | FC St. Gallen                   | AC Bellinzona                         | —                            |
| Szovjet labdarúgó-bajnokság                  | FK Szpartak Moszkva             | FK Dinamo Kijiv                       | SZK Dinamo Tbiliszi          |
| Szovjet labdarúgókupa                        | FK Karpati Lviv                 | SZKA Rosztov-na-Donu                  | —                            |
| Venezuelai labdarúgó-bajnokság               | Deportivo Galicia               | Valencia FC                           | Deportivo Italia Fútbol Club |

## Születések
- január 2.
  - Bagyula István, világ- és Európa-bajnoki ezüstérmes, ifjúsági világbajnok magyar rúdugró
  - Joe De Sena, amerikai extrém sportoló, író, vállalkozó, vezérigazgatója és társalapítója a Death Race, Peak Race és Spartan Race versenyeknek
- január 3. – Michael Schumacher, német autóversenyző, hétszeres Formula–1-es világbajnok
- január 10. – Andreas Reinke, német labdarúgó, edző
- január 15. – Roberto Balado, olimpiai és világbajnok bajnok kubai ökölvívó († 1994)
- január 20. – Anka Emil, sakkozó, nemzetközi nagymester, nemzetközi versenybíró
- január 23. – Andrej Antanaszovics Kancselszkisz, orosz válogatott labdarúgó, csatár, edző
- február 2. – Igor Mihajlovics Salimov, szovjet és orosz válogatott labdarúgó, orosz labdarúgóedző
- február 9. – Alberto Hernández, olimpiai bajnok kubai baseballjátékos
- február 17. – Vaszilij Alekszandrovics Kugyinov, olimpiai, világ- és Európa-bajnok bajnok orosz kézilabdázó († 2017)
- március 2. – Oleg Alekszandrovics Maszkajev, orosz ökölvívó
- március 3.
  - Erik Hoftun, norvég válogatott labdarúgóhátvéd
  - Simon Whitlock, ausztrál dartsjátékos
- március 6. – Kory Kocur, kanadai jégkorongozó
- március 7. – Saša Tešić, jugoszláv-szerb labdarúgó († 2020)
- március 9. – Andrej Panadić, jugoszláv válogatott horvát labdarúgó hátvéd, edző
- március 10. – Szabó József, olimpiai bajnok magyar úszó
- március 18. – Vaszil Mihajlovics Ivancsuk, ukrán sakkozó, nemzetközi nagymester, világbajnoki döntős
- április 14. – Jean-Philippe Dayraut, francia autóversenyző
- április 15. – Alekszandr Boriszovics Lebzjak, olimpiai bajnok orosz ökölvívó
- április 18. – Stefan Schwarz, német származású, svéd válogatott labdarúgó
- április 19. – Polgár Zsuzsa, nemzetközi nagymester, magyar sakkozó
- április 20. – Negisi Szeiicsi, japán labdarúgó
- március 29. – Jeff Blackshear, amerikai amerikai futball játékos († 2019)
- május 10. – Dennis Bergkamp, holland válogatott labdarúgó
- május 12. – Peter Soberlak, kanadai jégkorongoó
- május 31. – Csősz Imre, olimpiai bronzérmes, Európa-bajnok cselgáncsozó
- június 1. – Marian Ivan, román válogatott labdarúgó
- június 2. – Paulo Sérgio, világbajnok brazil válogatott labdarúgókapus
- június 10. – Ronny Johnsen, norvég válogatott labdarúgó
- június 15. – Oliver Kahn, a német válogatott labdarúgó
- július 14. – Francisco Javier González, spanyol válogatott labdarúgó
- július 15. – Anatoli Nankov, bolgár válogatott labdarúgó, edző
- július 19.
  - Corentin Martins, francia válogatott labdarúgó, edző
  - Daniel Pettersson, svéd jégkorongozó
- július 24. – Kangyal Balázs, magyar jégkorongozó
- augusztus 8. – Roger Nilsen, norvég válogatott labdarúgó, edző
- augusztus 13. – Emil Kremenliev, bolgár válogatott labdarúgó
- augusztus 18. – Serge Baguet, belga kerékpárversenyző († 2017)
- szeptember 1. – Henning Berg, norvég válogatott labdarúgó és edző
- szeptember 8. – Lars Bohinen, norvég válogatott labdarúgó, edző
- szeptember 14. – Francesco Antonioli, olasz labdarúgó
- szeptember 15. – Márcio Santos, világbajnok brazil válogatott labdarúgó
- október 9. – Torsten May, olimpiai és világbajnok német ökölvívó
- október 13. – Lev Nyikolajevics Majorov, azeri-orosz labdarúgó, edző († 2020)
- október 21. – Guido Streichsbier, német labdarúgó, edző
- október 23. – Geir Bakke, norvég labdarúgó, edző
- október 25. – Oleg Anatoljevics Szalenko, orosz labdarúgó, az 1994-es labdarúgó-világbajnokság gólkirálya
- november 5. – Mádl Ildikó, kétszeres sakkolimpiai aranyérmes, ifjúsági és junior világ- és Európa-bajnok, ötszörös magyar bajnok női nemzetközi sakknagymester
- november 11. – Jens Lehmann, német labdarúgókapus
- november 13. – Eduardo Berizzo, argentin válogatott labdarúgó, edző
- november 21. – Fogarasi Tibor, sakkozó, nemzetközi nagymester
- november 29.
  - Je Csung, olimpiai és világbajnoki ezüstérmes kínai tőrvívó, edző
  - Benedict Iroha, afrikai nemzetek kupája-győztes nigériai válogatott labdarúgó
  - Mariano Rivera, World Series bajnok panamai-amerikai baseballjátékos, National Baseball Hall of Fame and Museum tag
- november 30. – Marcus Feinbier, német labdarúgócsatár, játékosügynök, olimpikon
- december 3. – Kwamie Lassiter, amerikai amerikaifutball-játékos († 2019)
- december 11.
  - Visuvanádan Ánand indiai sakknagymester, sakkvilágbajnok
  - Stig Inge Bjørnebye, norvég válogatott labdarúgó
- december 23. – Greg Biffle, NASCAR Truck Series- és NASCAR Xfinity Series-bajnok amerikai autóversenyző
- december 25. – Zimmersmann Rita, magyar-angol sakkozó, női nemzetközi mester, magyar bajnok
- december 29. – Allan McNish, brit autóversenyző, Formula–1-es pilóta

## Halálozások
- ? – Incze László, román válogatott labdarúgó (* 1918)
- január 4. – Corneliu Robe, román válogatott labdarúgó (* 1908)
- január 16. – Jimmy Williams, amerikai baseballjátékos (* 1876)
- január 21. – Kóródy Keresztély Imre magyar sakkmester, sakkolimpiai bajnok (* 1905)
- február 11. – Oswald Holmberg, olimpiai bajnok svéd tornász, kötélhúzó (* 1882)
- február 21. – Eddie Murphy, World Series bajnok amerikai baseballjátékos (* 1891)
- március 2. – Olaf Jacobsen, olimpiai bronzérmes norvég tornász (* 1888)
- március 4. – Giorgio Chiavacci, olimpiai és világbajnok olasz tőrvívó (* 1899)
- március 14. – Heinie Zimmerman, World Series bajnok amerikai baseballjátékos (* 1887)
- március 22. – Alf Lie, olimpiai bajnok norvég tornász (* 1887)
- április 22. – Saverio Ragno, olimpiai és világbajnok olasz tőr- és párbajtőrvívó (* 1902)
- május 5. – Eddie Cicotte, World Series bajnok amerikai baseballjátékos (* 1884)
- május 13. – Frank Nied, amerikai amerikai futball edző és csapattulajdonos, a National Football League (NFL) egyik alapítója (* 1894
- május 17. – Pants Rowland, World Series bajnok amerikai baseball menedzser (* 1878)
- május 24. – Hjalmar Cedercrona, olimpiai bajnok svéd tornász (* 1883)
- június 16. – Jacques Chaudron, francia jégkorongozó, olimpikon (* 1889)
- június 17. – Byron Houck, World Series bajnok amerikai baseballjátékos, operatőr (* 1891)
- július 8. – Bill Carrigan, World Series bajnok amerikai baseballjátékos és menedzser (* 1883)
- augusztus 1. – Gerhard Mitter, német autóversenyző, Formula–1-es pilóta (* 1935)
- augusztus 5. – Henrik Rasmussen, dán tornász, olimpikon (* 1887)
- augusztus 28. – Henk Janssen, olimpiai ezüstérmes holland kötélhúzó (* 1890)
- augusztus 31. – Rocky Marciano, világbajnok olasz-amerikai nehézsúlyú ökölvívó (* 1923)
- szeptember 29. – Tommy Leach, World Series bajnok amerikai baseballjátékos (* 1877)
- szeptember 30. – Ernest Jacquet, svájci olimpikon, jégkorongozó (* 1886)
- október 3. – Szerelemhegyi Ervin, magyar atléta, rövidtávfutó, olimpikon (* 1891)
- október 7. – Nils Voss, olimpiai bajnok norvég tornász (* 1886)
- október 9. – Don Hoak, World Series bajnok amerikai baseballjátékos (* 1928)
- október 14. – Arnie Herber, NFL-bajnok amerikai amerikai futballista, Pro Football Hall of Fame-tag (* 1910)
- október 15. – Homonnai Márton, olimpiai bajnok magyar vízilabdázó (* 1906)
- október 18. – Mándi Gyula, magyar válogatott labdarúgó, edző, olimpikon (* 1899)
- október 27. – Charlie Jamieson, World Series bajnok amerikai baseballjátékos (* 1893)
- november 17. – Edward Allman-Smith, olimpiai ezüstérmes brit/ír gyeplabdázó (* 1886)
- november 26. – Lőrincz Márton, olimpiai bajnok magyar birkózó (* 1911)
- december 18. – Charles Dvorak, olimpiai bajnok amerikai atléta (* 1878)
- december 26. – Gunnar Söderlindh, olimpiai bajnok svéd tornász (* 1896)